# Emma Friis
Emma Cecilie Uhrskov Friis (* 31. Oktober 1999 in Herning, Dänemark) ist eine dänische Handballspielerin, die beim rumänischen Erstligisten CSM Bukarest spielt.

## Karriere

### Im Verein
Friis begann das Handballspielen bei Herning FH. Nachdem die Außenspielerin bis zum Jahr 2016 für SINE SønderjyskE aufgelaufen war, schloss sie sich der U-18-Mannschaft von FC Midtjylland Håndbold an. Friis gab am 29. Dezember 2016 im Pokalhalbfinale gegen Viborg HK ihr Debüt für die Erstligamannschaft von FC Midtjylland Håndbold, deren Kader sie anschließend angehörte. Nachdem sich der Verein im Jahr 2018 in Herning-Ikast Håndbold umbenannt hatte, verlängerte sie ihren Vertrag bis zum Jahr 2022. Mit Herning-Ikast Håndbold gewann sie im Jahr 2019 den dänischen Pokal. Im Sommer 2022 benannte sich ihr Verein erneut um, diesmal in Ikast Håndbold. Mit Ikast gewann sie 2023 die EHF European League. Im Finale gegen Nykøbing Falster Håndboldklub war sie mit elf Treffern die torgefährlichste Akteurin der Partie. Im Sommer 2024 wechselte sie zum rumänischen Erstligisten CSM Bukarest. Mit CSM Bukarest gewann sie im Jahr 2025 die rumänische Meisterschaft sowie den rumänischen Pokal.

### In der Nationalmannschaft
Emma Friis gehörte dem Kader der dänischen Jugend- und Juniorinnennationalmannschaft an. Bei ihrer ersten Teilnahme an einem Großturnier gewann sie die Silbermedaille bei der U-18-Weltmeisterschaft 2016. Friis war mit insgesamt 44 Treffern die erfolgreichste Torschützin ihrer Auswahlmannschaft und wurde in das All-Star-Team des Turniers gewählt. Bei der U-19-Europameisterschaft 2017 errang sie anfangs die Bronzemedaille. Nachdem der russischen Auswahl nach einem Dopingverstoßes nachträglich disqualifiziert wurde, erhielt die dänische Nationalmannschaft die Silbermedaille. Bei der in darauffolgenden Jahr ausgetragenen U-20-Weltmeisterschaft, bei der Dänemark ohne Medaillenerfolg blieb, wurde Friis erneut in das All-Star-Team berufen.
Friis gab am 28. September 2018 ihr Länderspieldebüt für die dänische A-Nationalmannschaft. Am 15. April 2021 verletzte sich Friis in der Schlussphase eines Testspieles am Knie, woraufhin sie für den Rest der Saison 2020/21 ausfiel. Friis wurde vom dänischen Nationaltrainer Jesper Jensen in den Kader für die Weltmeisterschaft 2021 berufen, bei der sie die Bronzemedaille gewann. Bei der Europameisterschaft 2022, bei der Dänemark die Silbermedaille gewann, wurde sie ins All-Star-Team gewählt. Bei der Weltmeisterschaft 2023 gewann sie erneut die Bronzemedaille. Friis erzielte im Turnierverlauf 30 Treffer. Bei den Olympischen Spielen 2024 in Paris gewann sie mit ihrem Team die Bronzemedaille und wurde in das All-Star-Team gewählt. Im selben Jahr gewann sie eine weitere Silbermedaille bei der Europameisterschaft.